# Charmoille (Alta Saona)
Charmoille è un comune francese di 454 abitanti situato nel dipartimento dell'Alta Saona nella regione della Borgogna-Franca Contea.

## Storia

### Simboli
Lo stemma, adottato il 24 marzo 1995, riprende il blasone dei signori di Charmoille, brisato da un ramo di carpino, in francese charme, arma parlante con riferimento al nome del paese.

## Società

### Evoluzione demografica
Abitanti censiti